# Verbringungsgesetz
Das Gesetz zur Überwachung strafrechtlicher und anderer Verbringungsverbote (VerbrVerbG) regelt die Einfuhr von Gegenständen „unter Verstoß gegen ein Strafgesetz, das ihre Einfuhr oder Verbreitung aus Gründen des Staatsschutzes verbietet“ sowie Filmen, „die nach ihrem Inhalt dazu geeignet sind, als Propagandamittel gegen die freiheitliche demokratische Grundordnung oder gegen den Gedanken der Völkerverständigung zu wirken.“ Es diente im Kalten Krieg der Verhinderung der Einfuhr von östlicher Propaganda in die Bundesrepublik Deutschland. Das Gesetz hat heute nur noch eine geringe Bedeutung.

## Gliederung
Das Gesetz hat folgende Gliederung, wobei die Paragrafen keine amtliche Überschrift haben:
- Eingangsformel
- § 1 Zweck
- § 2 Befugnisse des Zolls
- § 3 Pflichten der Deutschen Post
- § 4 Einschränkung von Grundrechten
- § 5 Filme
- § 6 Bußgeldvorschriften
- § 7–10 (weggefallen)
- § 11 Berlin-Klausel
- § 12 Inkrafttreten

## Inhalt
Das Gesetz verpflichtet die Einfuhrkontrollbehörden (Bundeszollverwaltung), sicherzustellen, dass Gegenstände, die aus Gründen des Staatsschutzes verboten sind (z. B. Propagandamaterial), nicht ins Inland verbracht und verbreitet werden. Die Hauptzollämter und ihre Beamten nehmen eine Nachprüfung vor, wenn sich tatsächliche Anhaltspunkte für den Verdacht ergeben, dass Propagandamaterial eingeführt werden soll. Reiselektüre ist gestattet. Wird der Verdacht durch die Nachprüfung nicht ausgeräumt, so sind die Gegenstände der Staatsanwaltschaft vorzulegen (§ 2 Abs. 1 VerbrVerbG).
Die Beamten der Hauptzollämter sind berechtigt, zum Zwecke der Nachprüfung Beförderungsmittel, Gepäckstücke, sonstige Behältnisse und Sendungen aller Art zu öffnen und zu durchsuchen. Sie sind zur Beschlagnahme befugt, wenn sich die Gegenstände im Gewahrsam einer Person befinden, die zur freiwilligen Herausgabe nicht bereit ist. Im Falle der Beschlagnahme gilt § 98 Abs. 2 der Strafprozessordnung entsprechend (§ 2 Abs. 2 VerbrVerbG). Wird der Verdacht durch die Nachprüfung nicht ausgeräumt, so sind die Gegenstände der Staatsanwaltschaft vorzulegen (§ 2 Abs. 1 VerbrVerbG).
Die Deutsche Post AG legt die nach Deutschland beförderten Sendungen, bei deren betrieblicher Behandlung sich tatsächliche Anhaltspunkte für einen Verdacht auf Propagandamittel ergeben, der zuständigen Zolldienststelle vor (§ 3 VerbrVerbG).
Es ist verboten, Filme, die nach ihrem Inhalt dazu geeignet sind, als Propagandamittel gegen die freiheitliche demokratische Grundordnung oder gegen den Gedanken der Völkerverständigung zu wirken, nach Deutschland zu verbringen, soweit dies dem Zweck der Verbreitung dient (§ 5 VerbrVerbG).

## Einschränkung von Grundrechten
Nach dem Zitiergebot legt § 4 VerbrVerbG fest, dass durch die §§ 2 und 3 VerbrVerbG das Brief- und Postgeheimnis (Artikel 10 des Grundgesetzes) eingeschränkt wird.

## Gesetzesänderungen
Mit der letzten Änderung vom 8. Juli 2016 wurde die Bußgeldandrohung von 50.000 DM in 30.000 Euro geändert, da die Anpassung dieses Gesetzes bei Inkrafttreten der Währungsunion versäumt worden war.

## Anwendungsfälle
Das Gesetz war Grundlage für die Arbeit des Interministeriellen Ausschusses für Ost-West-Filmfragen. Als der Pazifist Helmut Soeder aus Freiburg den Film Der lachende Mann am 11. September 1966 ein zweites Mal Freunden in Emmendingen zeigen wollte, war die Kriminalpolizei anwesend und machte Soeder darauf aufmerksam, dass er nach dem Verbringungsgesetz verpflichtet sei, Filme aus sozialistischen Ländern dem Frankfurter Bundesamt für gewerbliche Wirtschaft respektive dem Interministeriellen Ausschuss für Ost-West-Filmfragen zur Überprüfung vorzulegen. Dieser klagte vor dem Bundesverfassungsgericht gegen das Gesetz wegen Verstoßes gegen das Zensurverbot. Das Gericht wies die Klage aber ab.